# 李世由
李世由（?—1921年），安徽省廣德直隸州人，湖南寶慶人，寄籍安徽廣德，由附生應光緒二十三年丁酉科江南鄉試中式第四十九名舉人，光緒二十九年進士。一名振鐸，字曉暾。李臣典之孫，官江蘇清河、吳江縣等縣令。《暾廬類稿》 《癸丑甲寅日記》、《暾廬日記》。民國十年去世。
光緒二十九年（1903年），参加光緒癸卯科殿試，登進士三甲第42名。同年閏五月，著交吏部掣签分发各省，以知县即用。